# Claudia Burkart
Claudia Ines Burkart (Buenos Aires, 22 februari 1980) is een Argentijns voormalig hockeyster van Duitse komaf. Ze nam tweemaal deel aan de olympische Spelen en behaalde hierbij twee bronzen medailles.